# 云南咨议局
云南咨议局是1909年至1911年间在云南省设立的咨议局。

## 历史
1907年，清政府预备立宪，决定于各省设立咨议局。1908年，云贵总督锡良设立云南咨议局筹办处，以沈秉堃为总理，叶尔恺、陈荣昌、顾视高等十人为协理，办公地点则设在将云南两级师范学堂。1909年，云南咨议局正式宣告成立，推选张惟聪为议长，张世勋、段宇清为副议长。辛亥革命爆发后撤销。

## 议员
云南咨议局共有议员68人：
- 议长：张惟聪
- 副议长：张世勋、段宇清
- 议员：顾视高、吴琨、陈荣昌、钱用中、吴贞祥、孔宪明、毕宜、李汝松、秦康龄、李文清、李尊先、陈时铨、陈君鼎、陶洪钧、张名贤、窦居焱、张棫臣、刘锽、尹继昌、沈鋆章、尚嘉会、范彭龄、张正伦、徐家烺、李增、杨开源、李岱生、黄明经、陈嘉修、万鸿恩、黎荣清、杨东瀛、萧棫、唐学会、敖立贤、黄士钧、潘炳章、袁学周、赵叔良、褚锦章、杨士珍、杜朝选、杜国选、杨金鉴、杨穆之、丁彦、董友芹、杨占学、杨自培、陈维寅、李炳泰、郭燮熙、吴联珠、张之霖、张嘉荣、赵忠谋、何事谦、徐毓芳、李伟人、王焜、徐熙、刘干礼、梅增荣、谭元经、周乐